# Cynodon (botanica)
Cynodon Rich., 1805 è un genere di piante erbacee della famiglia Poaceae.
Tra le specie più note si segnala in particolare C. dactylon comunemente nota come gramigna.
Il nome del genere deriva dal greco κυνόδοντας = dente di cane, canino.

## Descrizione
Le piante del genere Cynodon sono piante erbacee perenni, rizomatose e stolonifere e formano spesso tappeti erbosi.
I culmi, generalmente striscianti, possono essere lunghi da 4 a 60 cm (talvolta sino a 100 cm). I nodi dei culmi sono glabri, mentre gli internodi sono cavi.
Le foglie sono a lama lineare, solitamente piatte, strette, setose; non sono basalmente aggregate.
Le piante sono bisessuali e recano spighe bisessuali; l'impollinazione è eterogama.
La propagazione delle piante di questo genere avviene per rizoma, stolone o seme.
In alcuni casi sono considerate piante infestanti, in quanto si espande nei prati coltivato con altre varietà e sotto le aiuole floreali, dove può esserne difficile l'eliminazione con erbicidi senza danneggiare le altre erbe o piante.
Altresì, risulta difficile l'estirpazione, in quanto rizomi e stoloni si rompono facilmente e le parti rimanenti ributtano nuove gemme.

## Distribuzione e habitat
Le specie di questo genere sono native delle regioni del Vecchio Mondo a clima da caldo temperato a tropicale, ma sono oggi presenti in ogni continente, per effetto anche della loro coltivazione.

## Tassonomia
Il genere comprende le seguenti specie:
- Cynodon ambiguus (Ohwi) P.M.Peterson
- Cynodon barberi Rang. & Tadul.
- Cynodon convergens F.Muell.
- Cynodon coursii A.Camus
- Cynodon dactylon (L.) Pers.
- Cynodon incompletus Nees
- Cynodon × magennisii Hurcombe
- Cynodon nlemfuensis Vanderyst
- Cynodon plectostachyus (K.Schum.) Pilg., 1907
- Cynodon prostratus (C.A.Gardner & C.E.Hubb.) P.M.Peterson
- Cynodon radiatus Roth ex Roem. & Schult.
- Cynodon simonii P.M.Peterson
- Cynodon tenellus R.Br.
- Cynodon transvaalensis Burtt Davy

## Usi
Alcune specie, principalmente la C. dactylon, sono coltivate come erbe per tappeti erbosi nelle regioni a clima caldo temperato, come ad esempio nell'area della "Sunbelt" negli Stati Uniti d'America, dove sono apprezzate per la loro elevata tolleranza alla siccità rispetto a molte altre erbe da prato.
Queste erbe sono di uso comune per la preparazione delle superfici verdi dei campi da golf, dei campi da calcio e da baseball.